# 五凤溪站
五凤溪站是一个成渝线上的铁路车站，位于中华人民共和国四川省成都市金堂县五凤镇，建于1952年，目前为四等站，目前仅办理货运业务：办理整车、零担货物发到；危险货物仅办理农药、化肥发到。